# Parque Nacional de Azov-Sivash
O parque natural nacional de Azov–Sivash (em ucraniano:  Азо́во-Сива́ський національний природний парк, transl. Azóvo-Syváskyi natsionlnyi pryrodnyi park) é um parque nacional da Ucrânia, localizado em Byriuchyi, no noroeste do mar de Azov e no Sivash, no raion de Henichesk, oblast de Kherson. O parque foi criado para proteger o ambiente costeiro único do noroeste de Azov e pela sua importância como um local de descanso para aves migratórias, com mais de um milhão de aves visitando a cada ano. O parque foi criado em 25 de fevereiro de 1993 e tem uma área de 52 582,7 hectares (526 km²).

## Clima e ecorregião
Azov–Sivash tem um clima continental húmido de verão quente (classificação climática de Köppen-Geiger: Dfa), com grandes diferenciais de temperatura sazonal e um verão quente (pelo menos quatro meses com média superior a 10 °C (50,0 °F), e invernos amenos. As temperaturas médias na reserva variam de −3 °C (26,6 °F) em janeiro a 24 °C (75,2 °F) em julho, e a média anual de precipitação é de 260 mm.
A reserva está localizada na ecorregião da estepe Pôntico-Cáspia, uma região que cobre uma extensão de pastagens que se estende das margens norte do mar Negro até ao oeste do Cazaquistão.

## Conservação
A parte central do Sivash, no oeste do parque, é uma zona húmida Ramsar de importância internacional e pertence à área importante para a preservação de aves (IBA) da baía do Sivash, enquanto Byriuchyi pertence à área do liman de Utlyuk.
Em 2000, a administração do parque nacional de Azov-Sivash foi transferida do Ministério das Florestas para a Administração Estatal de Assuntos. Em 2 de setembro de 2005, o Ministério do Meio Ambiente da Ucrânia aprovou um regulamento sobre o parque, permitindo a caça na zona económica e na zona de recreação regulamentada. A caça também foi permitida neste parque pelo "Projeto de Organização Territorial", aprovado pelo Ministério do Meio Ambiente da Ucrânia, no entanto, uma emenda adotada em 2010 proibiu qualquer caça em parques nacionais e reservas da biosfera. Apesar disso, a caça é frequentemente praticada no parque, com a grande maioria sendo realizada em Byriuchyi. Em 2008, 36 veados e 103 gamos foram abatidos na área do parque. Existem 3 torres de caça, 3 recintos fechados, 10 armadilhas para animais, 10 cabanas para caçadores, sauna, heliporto, oficina de taxidermia e áreas de piquenique para caçadores com experiência.
Além disso, o parque também sofre com pragas. Entre 1965 e 1967, em uma tentativa de eliminar a tularemia de Byriuchyi, o Ministério das Florestas usou mais de 240 000 kg de DDT para combater carraças e roedores portadores da doença, mas o uso desse pesticida teve o efeito contrário, aumentando a proliferação da doença. Em 2008, 15 raposas e 8 cães-mapache foram mortos devido a doenças.